# Patientenverfügung
Eine Patientenverfügung, genannt auch Patienten-Testament, ist eine Willenserklärung einer Person für den Fall, dass sie ihren Willen nicht (wirksam) gegenüber Ärzten, Pflegekräften oder Einrichtungsträgern erklären kann. Sie bezieht sich auf medizinische Maßnahmen wie ärztliche Heileingriffe und steht oft im Zusammenhang mit der Verweigerung lebensverlängernder Maßnahmen. Was genau unter einer Patientenverfügung zu verstehen ist, richtet sich nach der jeweiligen (nationalen) Rechtsordnung.

## Deutschland
Das Rechtsinstitut der Patientenverfügung wurde in Deutschland erstmals durch das Dritte Gesetz zur Änderung des Betreuungsrechts gesetzlich geregelt. Das Gesetz verankerte die Patientenverfügung im Bürgerlichen Gesetzbuch (BGB). Es trat nach intensiver gesellschaftlicher und parlamentarischer Diskussion am 1. September 2009 in Kraft. Ziel des 3. Betreuungsrechtsänderungsgesetzes war es, durch eine gesetzliche Regelung für alle Beteiligten mehr Rechtssicherheit im Hinblick auf die Ablehnung lebensverlängernder oder -erhaltender Maßnahmen im Vorfeld des Sterbens (Behandlungsverzicht) zu schaffen.
Die Patientenverfügung stellt im Betreuungsrecht gesetzesphilosophisch eine Ausnahme dar, da sie im Gegensatz zu allen anderen dortigen Regelungen (abgesehen von der Sterilisation) den Willen über das Wohl stellt.

### Gesetzliche Definition
§ 1827 Abs. 1 Satz 1 BGB enthält eine Legaldefinition der Patientenverfügung:
„Hat ein einwilligungsfähiger Volljähriger für den Fall seiner Einwilligungsunfähigkeit schriftlich festgelegt, ob er in bestimmte, zum Zeitpunkt der Festlegung noch nicht unmittelbar bevorstehende Untersuchungen seines Gesundheitszustands, Heilbehandlungen oder ärztliche Eingriffe einwilligt oder sie untersagt (Patientenverfügung), [...]“

#### Schriftform
Nach der geltenden Rechtslage muss die Patientenverfügung in Schriftform verfasst sein. Mündlich erklärte Patientenverfügungen sind nicht automatisch ungültig. Nach § 1828 Abs. 2 BGB „soll nahen Angehörigen und sonstigen Vertrauenspersonen des Betreuten Gelegenheit zur Äußerung gegeben werden, sofern dies ohne erhebliche Verzögerung möglich ist.“ Kann der Verfasser der Patientenverfügung keine nachvollziehbare Unterschrift mehr leisten, muss ein Notar das Handzeichen beglaubigen (§ 126 BGB). Wer gar nicht schreiben kann, ist auf eine notarielle Beurkundung angewiesen (§ 129 BGB, § 25 Beurkundungsgesetz).

#### Nicht unmittelbar bevorstehend
Als Patientenverfügung gilt allerdings nur eine Regelung, die für einen Fall getroffen wird, der „zum Zeitpunkt der Festlegung“ noch nicht unmittelbar bevorsteht (§ 1827 Abs. 1 Satz 1 BGB). Was für eine konkrete in nächster Zeit bevorstehende Handlung gilt, ist davon nicht erfasst. Daher könnten beispielsweise vor einer bestimmten Operation Festlegungen auch mündlich getroffen werden.

#### Einwilligungsfähiger Volljähriger
Wenn jemand eine Patientenverfügung erstellt, muss er nach deutschem Recht sowohl einwilligungsfähig als auch volljährig sein.
Die Fähigkeit, eine Einwilligung (insbesondere zu einem ärztlichen Heileingriff) zu erteilen, misst sich an der jeweiligen Einsichts- und Steuerungsfähigkeit der Person.
Für die Einwilligungsfähigkeit ist der Maßstab in zweifacher Hinsicht konkret: Erstens ist darauf abzustellen, wie hoch die intellektuellen Fähigkeiten der jeweiligen Person sind (nicht nur die durchschnittlichen Fähigkeiten einer Person dieses Alters oder Zustandes). Zweitens kommt es darauf an, wie schwierig zu erfassen die jeweilige Situation ist, also insbesondere, wie komplex und möglicherweise folgenreich der konkrete Eingriff (etwa eine Operation) ist, um den es sich handelt.

#### Für den Fall seiner Einwilligungsunfähigkeit
Die Patientenverfügung gilt nach der oben zitierten Legaldefinition lediglich für die Zeit, in der der Patient nicht zu einer Einwilligung fähig ist.
Zu einer Einwilligungsunfähigkeit kann es beispielsweise kommen, wenn der Patient im Koma liegt, das Hirn des Patienten geschädigt ist und/oder er aufgrund einer Demenz geistig beeinträchtigt ist.
Eine Patientenverfügung ist nur dann anzuwenden, wenn der Patient nicht entscheidungs- oder einwilligungsfähig ist. Vor allem in Fällen fortschreitender Demenz kann eine eindeutige Klärung der Anwendbarkeit schwierig sein: Ist der Patient noch einwilligungsfähig, so hat er selbst über die Einleitung oder Unterlassung ärztlicher Maßnahmen zu entscheiden. Er muss über den entsprechenden Sachverhalt, über den er entscheiden soll, aufgeklärt sein und ihn verstehen. Erst wenn sich zeigt, dass der Patient die Situation nicht mehr versteht, kommt seine Patientenverfügung zum Zuge. Die Einwilligungs- und Entscheidungsfähigkeit ist im Zweifel mit Hilfe eines Gutachters zu klären. Stehen die aktuellen Lebensäußerungen des nicht einwilligungsfähigen dementen Patienten im Widerspruch zu den in der Patientenverfügung getroffenen Festlegungen, so kann es nach der Gesetzesbegründung ein Anhaltspunkt dafür sein, dass die vorliegende Behandlungssituation nicht mit den Regelungen der Patientenverfügung übereinstimmt. Dann stellt sich u. a. die Frage, ob die Patientenverfügung nicht angewendet wird, wenn nicht auch für diesen Fall hinreichend konkrete Festlegungen getroffen sind. In der Literatur ist umstritten, welche Willensäußerung vorrangig zu beachten ist und ob die Patientenverfügung damit als widerrufen gilt, ob eine Zurechnung aus anderen Gründen ausscheidet oder ob der Patient mit natürlichem Willen ein Veto einlegen kann.

#### Bestimmtheit
Patientenverfügungen müssen die noch nicht eingetretenen medizinischen Situationen und ihre gewünschten Konsequenzen hinreichend konkret bezeichnen. Wendungen etwa wie „Wenn keine Aussicht auf Besserung im Sinne eines für mich erträglichen und umweltbezogenen Lebens besteht, möchte ich keine lebensverlängernden Maßnahmen …“ sind deshalb, wenn auch nicht unbeachtlich, so doch in ihrer Bindungswirkung zweifelhaft. Zumindest müsste ausgeführt werden, was der oder die Verfügende unter einem erträglichen und umweltbezogenen Leben versteht. Es empfiehlt sich, möglichst genau zu beschreiben, in welchen Situationen die Behandlungswünsche aus der Patientenverfügung greifen sollen, z. B. „sind meine Lebensfunktionen derart beeinträchtigt, dass ich aufgrund schwerer Gehirnschädigung meine Fähigkeit, Entscheidungen zu treffen, verloren habe“ u. ä. Zudem sollte möglichst genau beschrieben oder angekreuzt werden, was dann nicht (mehr) getan werden sollte, z. B. keine künstliche Beatmung, keine Reanimation und/oder keine Antibiotika.

#### Der Bundesgerichtshof 2016 zur Bestimmtheit der Patientenverfügung
Mit Beschluss vom 6. Juli 2016 (Az. XII ZB 61/16) hat der Bundesgerichtshof entschieden, dass eine Patientenverfügung nur dann Bindungswirkung entfalte, wenn der Aussteller seinen Willen darin eindeutig zum Ausdruck bringe. Dies soll nach Ansicht der Richter aber voraussetzen, dass konkret festgelegt wird, was der Betroffene in einer bestimmten Behandlungs- und Lebenssituation will und was nicht. Nur allgemein gehaltene Anweisungen sollen demnach regelmäßig nicht ausreichend sein. In der Praxis dürfte dies dazu führen, dass eine Vielzahl von Patientenverfügungen unwirksam sind und neu gestaltet werden müssen.

#### Der Bundesgerichtshof 2018 zur Bestimmtheit der Patientenverfügung
Mit Beschluss vom 14. November 2018 (Az. XII ZB 107/18) hat der Bundesgerichtshof seinen Beschluss vom 6. Juli 2016 präzisiert. Die Anforderungen an die Bestimmtheit einer Patientenverfügung dürfen für Patienten nicht zu hoch sein. Demnach muss eine gültige Patientenverfügung nicht zwingend konkrete ärztliche Maßnahmen beschreiben. Im Einzelfall kann sich die erforderliche Eindeutigkeit der Patientenverfügung auch durch die Bezugnahme auf ausreichend spezifizierte Krankheiten oder Behandlungssituationen ergeben. So stärkt der Bundesgerichtshof das Recht auf Selbstbestimmung für Patienten. Bei Unklarheiten können außerdem Zeugenaussagen zurate gezogen werden.

### Widerruf
„Eine Patientenverfügung kann jederzeit formlos widerrufen werden.“

Im Gegensatz zur Verfügung selbst ist nach deutschem Recht für den Widerruf keine Schriftform nötig. Der Widerruf kann also auch mündlich oder ohne Worte durch entsprechendes Verhalten erfolgen. Es muss nur klar erkennbar werden, dass sich der Wunsch des Patienten geändert hat. Umstritten ist, ob für den Widerruf der „natürliche“ Wille des Betroffenen ausreicht oder ob – ebenso wie für das Verfassen der Patientenverfügung – Einwilligungsfähigkeit erforderlich ist. Diese Frage stellt sich insbesondere bei den Äußerungen eines bereits an Demenz erkrankten Patienten, der sich im Zustand der Krankheit anders äußert, als er es im Rahmen seiner Patientenverfügung festgelegt hat. In der Beratungs- und Abfassungspraxis sollte demnach darauf hingewirkt werden, dass in der Patientenverfügung auch Aussagen zur Beachtlichkeit oder Unbeachtlichkeit des natürlichen Willens in hinreichend konkretisierten Situationen getroffen werden.

### Abgrenzung
Die Patientenverfügung ist von einer Vorsorgevollmacht oder einer Betreuungsverfügung zu unterscheiden.
In der Patientenverfügung bestimmt der (spätere) Patient, welche Handlungen durchgeführt oder unterlassen werden sollen. In der Patientenverfügung kann außerdem ein Betreuer/Bevollmächtigter benannt werden, der die in der Verfügung angegebenen Maßnahmen im Kontakt mit den behandelnden Ärzten durchsetzen soll, und den Patientenwillen in Fällen, die nicht in der Verfügung genannt wurden, vertritt.
Mit einer Vorsorgevollmacht wird ein Bevollmächtigter ermächtigt, den (späteren) Patienten (Vollmachtgeber) in bestimmten Angelegenheiten zu vertreten. Dies muss sich nicht auf die Handlungen beschränken, die in einer Patientenverfügung benannt werden können. Der durch die Vorsorgevollmacht Bevollmächtigte ist kein gesetzlicher Betreuer. Die Bevollmächtigung kann die Bestellung eines Betreuers überflüssig machen.
Für den Fall, dass eine Betreuung (dennoch) notwendig werden sollte, kann man in einer Betreuungsverfügung eine Person vorschlagen, die zum Betreuer bestellt werden soll und/oder Personen nennen, die nicht Betreuer werden sollen. Das Betreuungsgericht hat diesem Vorschlag zu entsprechen, wenn es dem Wohl des Patienten nicht zuwiderläuft.
Für die vom Betreuer oder vom Bevollmächtigten zu treffenden Entscheidungen im medizinischen Bereich ist die Patientenverfügung maßgeblich. Der Wortlaut der Absätze 1 bis 3 des § 1827 BGB ist darauf bezogen, dass ein Betreuer für den Patienten verantwortlich sei. Im Absatz 6 wird jedoch klargestellt, dass diese Normen auch sinngemäß gelten, wenn ein Bevollmächtigter aufgrund einer Vorsorgevollmacht zuständig ist:

„Die Absätze 1 bis 3 gelten für Bevollmächtigte entsprechend.“

Schließlich ist eine Patientenverfügung von einem Behandlungswunsch zu unterscheiden, der ebenfalls eine vorsorgliche Willensbekundung über Art, Umfang und Dauer sowie die Umstände einer Behandlung darstellt, aber nicht die Voraussetzungen einer Patientenverfügung erfüllt (§ 1827 Abs. 2, § 1827 Abs. 3 BGB).

### Rechtliche Verbindlichkeit
Die Frage der Verbindlichkeit einer Patientenverfügung stellt sich dann, wenn der Patient nicht einwilligungsfähig ist, denn jede medizinische Behandlung bedarf der Einwilligung des Patienten. Kann der Patient nicht selbst einwilligen oder seinen Willen nicht selbst äußern, wird der Patient durch einen Betreuer oder einen Bevollmächtigten vertreten.
Seit 2009 (siehe unten) ist die Patientenverfügung und insbesondere die Verbindlichkeit der Patientenverfügung nach deutschem Recht gesetzlich geregelt.
Für den Betreuer oder den Bevollmächtigten ist die Patientenverfügung nach § 1827 Abs. 1 Satz 2 BGB unmittelbar verbindlich. Die Verbindlichkeit gilt unabhängig von der Art oder dem Stadium der Erkrankung des Betreuten. Betreuer oder Bevollmächtigter müssen dem in der Patientenverfügung geäußerten Willen Ausdruck und Geltung verschaffen, wenn die Festlegungen in der Patientenverfügung auf die aktuelle Lebens- und Behandlungssituation zutreffen. Ob dies der Fall ist, haben sie zu prüfen. Deshalb ist es wichtig, eine Patientenverfügung mit einer Vorsorgevollmacht zu kombinieren. Ein in einer Patientenverfügung zum Ausdruck kommender Wille ist bindend, wenn
- die Urteilsfähigkeit beim Erstellen der Patientenverfügung nicht anzweifelbar ist.[19]
- der Verfasser Festlegungen gerade für diejenige Lebens- und Behandlungssituation getroffen hat, die nun zu entscheiden ist,
- der Wille nicht auf ein Verhalten gerichtet ist, das einem gesetzlichen Verbot unterliegt,
- der Wille in der Behandlungssituation noch aktuell erscheint und
- keine Anhaltspunkte dafür bestehen, dass die Patientenverfügung durch äußeren Druck oder aufgrund eines Irrtums zustande gekommen ist.[20]

Enthält die Patientenverfügung eine Einwilligung in eine ärztliche Maßnahme, muss eine ärztliche Aufklärung nach § 630d Abs. 2 BGB und § 630e BGB erfolgt oder darauf verzichtet worden sein. Soll eine bestimmte Behandlung untersagt werden, ist eine vorherige Aufklärung nicht nötig.
An den in der Patientenverfügung geäußerten Willen ist unter den genannten Voraussetzungen auch das Betreuungsgericht gebunden, wenn es nach § 1904 BGB dazu berufen ist, die Einwilligung, die Nichteinwilligung oder den Widerruf der Einwilligung des Betreuers bezüglich einer lebensgefährdenden oder des Unterlassens einer lebenserhaltenden bzw. -verlängernden Maßnahme zu genehmigen. Die betreuungsgerichtliche Genehmigung erübrigt sich, falls zwischen Betreuer und behandelndem Arzt Einvernehmen darüber besteht, dass ein Eingriff, dessen Unterlassung oder Abbruch dem Willen des Betreuten entspricht (§ 1904 Abs. 4 BGB).
Der Patientenwille ist nach § 630d BGB auch für den Arzt maßgeblich. Liegt eine Patientenverfügung vor, hat der behandelnde Arzt zunächst zu prüfen, welche ärztlichen Maßnahmen in Hinblick auf den Gesamtzustand und die Prognose des Patienten angezeigt sind. Sodann haben er und der Betreuer oder der Bevollmächtigte diese Maßnahmen unter Berücksichtigung des Patientenwillens zu erörtern.
Der Betreuer bzw. Bevollmächtigte hat auf der Grundlage dieses Gespräches zu entscheiden, ob mit diesen mit dem Arzt besprochenen Maßnahmen dem in der Patientenverfügung geäußerten Willen Geltung verschafft würde oder ob ein entgegenstehender Patientenwille eindeutig und sicher festgestellt werden kann. (§ 1828 Abs. 1 BGB). Dabei soll nahen Angehörigen und sonstigen Vertrauenspersonen des Betreuten Gelegenheit zur Äußerung gegeben werden, sofern dies ohne erhebliche Verzögerung möglich ist (§ 1828 Abs. 2 BGB). Ein Mitentscheidungsrecht haben sie indessen nicht. Ist die Patientenverfügung eindeutig, bedarf es der ärztlichen Aufklärung jedoch nicht.
Die früher geltende Reichweitenbegrenzung, der zufolge dem Willen eines Patienten, auf lebenserhaltende Maßnahmen zu verzichten, nur gefolgt werden durfte, wenn der Tod nahe bevorsteht, ist entfallen. Auch die medizinethisch besonders umstrittenen Konstellationen des sogenannten Wachkomas und der Demenzerkrankung, mit denen oftmals kein nahe bevorstehendes Lebensende verbunden ist, schränken die Geltung der Patientenverfügung nicht mehr ein.
Damit ist rechtlich anerkannt, dass es auch außerhalb eines unmittelbar bevorstehenden Todes von der Gesellschaft anzuerkennende Gründe und Motive gibt, vom Leben zu lassen, und dass auf ein mögliches Weiterleben verzichtet werden kann, ohne dass jemand gegen seinen Willen von Dritten daran gehindert werden darf.
Ist eine lebenserhaltende Behandlung aus ärztlicher Sicht indiziert, entscheidet – wie bei jeder anderen Behandlung – der Patient mit seiner Einwilligung oder Nichteinwilligung darüber, ob die Behandlung vorgenommen werden darf.
Die Missachtung des Patientenwillens kann als Körperverletzung strafbar sein. Ein Beispiel wäre Anlegen eines künstlichen Magenzugangs in Form einer PEG gegen den tatsächlichen oder mutmaßlichen Willen.
Je nach Verschulden kommt statt vorsätzlicher auch fahrlässige Körperverletzung in Frage.
Würde die Befolgung des Patientenwillen jedoch eine Tötung auf Verlangen (§ 216 StGB) darstellen, soll ein entsprechender Wille nach der Gesetzesbegründung unbeachtlich bleiben.
Ein psychiatrisches Testament, mit dem jede psychiatrische Zwangsbehandlung abgelehnt wird, insbesondere die Unterbringung in einer geschlossenen Abteilung einer psychiatrischen Einrichtung und dortige ärztliche Zwangsmaßnahmen, ist nach einem Beschluss des Landgerichts Osnabrück vom 10. Januar 2020 im Fall einer Fremdgefährdung unwirksam.

### Prüfung von Patientenverfügungen
Viele Patientenverfügungen genügen den medizinischen Ansprüchen nicht oder wurden rechtlich fehlerhaft erstellt. Im Ernstfall führt das dazu, dass der Patientenwille nicht erfüllt werden kann. Immer wieder werden Streitigkeiten zwischen Angehörigen und Ärzten auch vor Gericht ausgetragen. Zu den Anbietern nicht-kommerzieller Dienstleistungen im Bereich Patientenrechte gehört die gemeinnützige Deutsche Stiftung Patientenschutz. Sie bietet die kostenfreie Prüfung von Patientenverfügungen an.

### Fehlen einer wirksamen und passenden Patientenverfügung
Liegt keine wirksame Patientenverfügung vor, wenn der Patient seinen Willen nicht äußern kann, so heißt dies jedoch nicht, dass dann der Wille des Patienten außer Acht bleiben dürfte. Der behandelnde Arzt resp. der Betreuer ist gehalten, den mutmaßlichen Willen des Patienten zu ergründen. Dies kann z. B. durch Befragung der Angehörigen geschehen.

#### Rückgriff auf den (mutmaßlichen) Willen
„Liegt keine Patientenverfügung vor oder treffen die Festlegungen einer Patientenverfügung nicht auf die aktuelle Lebens- und Behandlungssituation zu, hat der Betreuer die Behandlungswünsche oder den mutmaßlichen Willen des Betreuten festzustellen und auf dieser Grundlage zu entscheiden, ob er in eine ärztliche Maßnahme nach Absatz 1 einwilligt oder sie untersagt. Der mutmaßliche Wille ist aufgrund konkreter Anhaltspunkte zu ermitteln. Zu berücksichtigen sind insbesondere frühere mündliche oder schriftliche Äußerungen, ethische oder religiöse Überzeugungen und sonstige persönliche Wertvorstellungen des Betreuten.“

Wenn eine der oben definierten Voraussetzungen der Gültigkeit einer Patientenverfügung nicht erfüllt ist, so ist die Patientenverfügung nicht direkt anwendbar und ein Betreuer hat die Entscheidung über die weitere Behandlung zu treffen. Dies kann insbesondere dann nötig sein, wenn eine Patientenverfügung sich nicht (eindeutig und bestimmt) auf die gerade vorliegende Situation bezieht.
Bei dieser Entscheidung hat der Betreuer entweder den ausdrücklich geäußerten oder den mutmaßlichen Willen des Patienten zu befolgen.

#### Ermittlung des mutmaßlichen Patientenwillens
„Der mutmaßliche Wille ist aufgrund konkreter Anhaltspunkte zu ermitteln. Zu berücksichtigen sind insbesondere frühere mündliche oder schriftliche Äußerungen, ethische oder religiöse Überzeugungen und sonstige persönliche Wertvorstellungen des Betreuten.“

Kann der Wille des Patienten nicht festgestellt werden, ist auf seinen mutmaßlichen Willen abzustellen. Der mutmaßliche Wille des Patienten ist individuell, also aus dessen Lebensentscheidungen, Wertvorstellungen und Überzeugungen zu ermitteln. Dies ist nun aus dem Gesetz zu entnehmen. Der Gesetzgeber folgte jedoch den Grundsätzen, die bereits zuvor für die mutmaßliche Einwilligung galten. Der Bundesgerichtshof hatte zudem bereits zuvor in einer Entscheidung in Bezug auf eine Patientenverfügung diese Grundsätze bekräftigt (BGH, XII ZB 2/03 Beschluss vom 17. März 2003). Insofern haben diese Sätze der gesetzlichen Regelung lediglich klarstellende Wirkung.
„Ist nichts über die Präferenzen des Patienten bekannt, dürfen Vertreter und Arzt davon ausgehen, dass der Patient den ärztlich indizierten Maßnahmen zustimmen würde.“

### Missachtung einer vorliegenden Patientenverfügung
Die Missachtung des Patientenwillens kann als Körperverletzung strafbar sein. Ein Beispiel wäre das Anlegen eines künstlichen Magenzugangs in Form einer PEG gegen den tatsächlichen oder mutmaßlichen Willen. Eine Klärung der Rechtslage durch die Änderung des Betreuungsrechts im Jahr 2009 wurde auch durch die vermeintliche Zunahme der Missachtung von Patientenwillen und Patientenverfügung durch ärztliches und pflegerisches Personal von den politischen Entscheidern als notwendig erachtet. Das Gesetz schreibt nicht vor, dass Patientenverfügungen zur Erstellung einer fachkundigen Beratung bedürfen. Somit werden immer wieder unterschiedliche Interpretationen des verfassten oder mutmaßlichen Willens von einwilligungsunfähigen Patienten von Ärzten, Pflegenden und Angehörigen erfolgen. Es kommt auch vor, dass Patientenverfügungen vorgelegt werden, die von Ärzten in der konkreten Situation als untauglich bewertet und daher nicht berücksichtigt werden. Viele Rechtsanwälte, Notare und Organisationen bieten ihre Hilfe bei der Erstellung einer rechtssicheren und konkreten Patientenverfügung an. Bereits im Jahr 2009 hat die gemeinnützige Deutsche Stiftung Patientenschutz eine Schiedsstelle Patientenverfügung eingerichtet. Diese hilft laut Angaben der Stiftung bei Auseinandersetzungen und berät und vermittelt zwischen den Beteiligten. Jede Patientenverfügung soll innerhalb von zwei Werktagen gebührenfrei geprüft werden können.

### Besondere Situation bei Notfällen
Bei einem Notfall kann meist nicht rechtzeitig geklärt werden, ob eine rechtlich beachtliche Patientenverfügung vorliegt bzw. ob die in einer Patientenverfügung getroffenen Festlegungen für die aktuelle Situation maßgeblich sind. In der gebotenen Eile einer Notfallsituation wird sich zudem nur schwer feststellen lassen, ob eine vorliegende Verfügung gültig ist und den zuletzt geäußerten Willen des Patienten richtig wiedergibt. Deswegen werden Wiederbelebungsmaßnahmen häufig auch dann durchgeführt, wenn der oder die Betroffene dem widersprochen hatte, da die Verfügung dann meistens nicht vorliegt. Hat der Patient wiederbelebenden Maßnahmen widersprochen, ist darauf zu achten, ob er dies nur für den Fall seines Siechtums verboten hat oder ob er auch Einwände gegen notärztliche Maßnahmen bei einem Unfall oder plötzlichen Anfall erhoben hat. Dann sollte der behandelnde Arzt in einer vorausschauenden Notfallplanung die Pflegenden darauf hinweisen. Hierzu könnte ein sogenannter Notfallbogen genutzt werden.
Sind entgegen dem in der Patientenverfügung erklärten Willen lebenserhaltende Notmaßnahmen getroffen worden, sind sie auf Wunsch des wieder entscheidungsfähigen Patienten oder im Falle seiner fortdauernden Entscheidungsunfähigkeit auf Betreiben des Betreuers oder Bevollmächtigten abzubrechen oder einzustellen. Einer Genehmigung des Betreuungsgerichts bedarf es nicht, „wenn zwischen Betreuer und behandelndem Arzt Einvernehmen darüber besteht, dass die Erteilung, die Nichterteilung oder der Widerruf der Einwilligung dem nach § 1827 festgestellten Willen des Betreuten entspricht.“ (§ 1829 Abs. 4 BGB)

### Hinterlegung einer Patientenverfügung
Gemäß § 1827 Abs. 1 BGB hat der rechtliche Betreuer oder der Bevollmächtigte zu überprüfen, ob die Patientenverfügung auf die aktuelle Lebens- und Behandlungssituation zutrifft. Wenn dies der Fall ist, hat er der Patientenverfügung Geltung zu verschaffen. Die Patientenverfügung bedarf daher immer einer vom Bundesgerichtshof so bezeichneten Umsetzung durch einen vom Amtsgericht zu bestimmenden rechtlichen Betreuer oder durch einen vom Verfügenden im Voraus eingesetzten Bevollmächtigten. Allein der Arzt, ohne Mitwirkung eines Patientenvertreters, kann nach der gesetzlichen Regelung keine Behandlungsentscheidungen aufgrund der Patientenverfügung treffen.
Ist dem Bevollmächtigten oder rechtlichen Betreuer die Patientenverfügung ausgehändigt worden oder deren Verwahrungsort bekannt und zugänglich, ist eine zentrale Hinterlegung der Patientenverfügung entbehrlich.
Eine im Rahmen einer Vorsorgevollmacht errichtete Patientenverfügung kann zusammen mit der Vollmacht beim Zentralen Vorsorgeregister der Bundesnotarkammer gegen eine Gebühr registriert werden.
Deren Datenbank wird aufgrund § 1896 Abs. 2 Satz 2 BGB von Betreuungsrichtern abgefragt, bevor ein rechtlicher Betreuer bestellt wird. Eine solche Registrierung kann gegebenenfalls ein Betreuungsverfahren oder eine Entscheidung auf der Grundlage des mutmaßlichen Willens vermeiden.
Bei privaten Organisationen, die teilweise die Verwahrung von Patientenverfügungen gegen Entgelt anbieten, werden durch die Gerichte oder Krankenhäuser Auskünfte über Patientenverfügungen regelmäßig nicht eingeholt. Dafür erhält der Verfügende eine Hinweiskarte zum Mitführen, die über die getroffene Vorsorge informiert und die Kontaktdaten der Bevollmächtigten enthalten sollte. Zudem gibt es Internet-Anbieter, bei denen Dokumente (Patientenverfügung, Vorsorgevollmacht, Bestattungsanweisung usw.) digital hinterlegt und mit einem Hinweis auf Vertrauenspersonen und den Aufbewahrungsort des Papier-Originals versehen werden können.

### Rechtslage bis 31. August 2009
Bis 31. August 2009 war die Rechtslage im Zusammenhang mit Patientenverfügungen mangels gesetzlicher Regelung in vieler Hinsicht unklar und unsicher und von der Rechtsprechung der Gerichte geprägt.
Von großer Tragweite und richtungsweisend für die spätere gesetzliche Regelung war eine Grundsatzentscheidung des Bundesgerichtshofs (BGH) vom 17. März 2003. Danach waren Patientenverfügungen (wie auch aktuelle Willensäußerungen) prinzipiell verbindlich. Habe jemand, so der BGH, in Ausübung seines Selbstbestimmungsrechtes eine eigenverantwortliche Entscheidung getroffen, sei diese Entscheidung auch dann noch zu respektieren, wenn der Betroffene zu eigenverantwortlichem Entscheiden nicht mehr in der Lage sei. Dies gebiete der Schutz und die Achtung der Würde des Menschen. Wegen des Rechts des Patienten zur Selbstbestimmung über seinen Körper seien Zwangsbehandlungen, auch wenn sie lebenserhaltend wirkten, gegen seinen Willen unzulässig. Eine gegen den erklärten Willen des Patienten durchgeführte Behandlung, die in die körperliche Integrität eingreife, sei eine rechtswidrige Handlung, deren Unterlassung der Patient analog § 1004 Abs. 1 Satz 2 in Verbindung mit § 823 Abs. 1 BGB verlangen könne. Die Missachtung des in einer Patientenverfügung geäußerten Willens könne als Körperverletzung strafbar sein.
Als Voraussetzung für die Verbindlichkeit von Patientenverfügungen postulierte der BGH, dass der Wille des Patienten für die konkrete Behandlungssituation eindeutig und sicher festzustellen sein müsse, der Verfügende die Verfügung im Zustand der Einwilligungsfähigkeit verfasst haben müsse und nicht erkennbar von der Verfügung abgerückt sei (BGH, XII ZB 2/03). Von einer Einwilligungsfähigkeit konnte ausgegangen werden, wenn der Patient die Tragweite seiner Entscheidung erfassen und seinen Willen diesbezüglich frei bestimmen konnte. Auf Geschäftsfähigkeit kam es hierbei nicht an.
Der Bundesgerichtshof hatte festgestellt, dass Patientenverfügungen unter den genannten Voraussetzungen für den Betreuer verbindlich waren und er dem Patientenwillen gegenüber Arzt und Pflegepersonal in eigener rechtlicher Verantwortung Ausdruck und Geltung zu verschaffen hatte (BGH, XII ZB 2/03 vom 17. März 2003).
Die Rechtsprechung hatte sich auch zur Verbindlichkeit von Patientenverfügungen für Ärzte und Pfleger geäußert. Eine Behandlung oder Pflege, die dem in einer Patientenverfügung geäußerten Patientenwillen widersprach, war danach unzulässig (BGH XII ZR 177/03 vom 8. Juni 2005) und zu beenden. Der Arzt oder Pfleger konnten sich weder auf eine etwa in einer Pflegevereinbarung vereinbarte künstliche Ernährung noch auf ihr Berufsethos oder ihr Gewissen zur Rechtfertigung ihres Handelns berufen. Bei unüberwindlichen Gewissensgründen müsse die Behandlung in andere Hände gegeben werden. Das Bundesverfassungsgericht sah keine strafrechtlichen Konsequenzen für den Betreuer, Bevollmächtigten oder den Arzt oder das Pflegepersonal, falls eine Patientenverfügung befolgt worden war, obwohl das Leben des Patienten bei Missachtung des geäußerten Willens hätte gerettet werden können (BVerfG, 1 BvR 618/93, Beschluss vom 2. August 2001).

### Rechtslage seit 1. September 2009
Für den Betreuer oder den Bevollmächtigten ist die Patientenverfügung nach § 1827 BGB unmittelbar verbindlich. Die Verbindlichkeit gilt unabhängig von Art oder Stadium der Erkrankung des Betreuten. Betreuer oder Bevollmächtigter müssen dem in der Patientenverfügung geäußerten Willen Ausdruck und Geltung verschaffen, wenn die Festlegungen in der Patientenverfügung auf die aktuelle Lebens- und Behandlungssituation zutreffen. Ob dies der Fall ist, haben sie zu prüfen. Deshalb ist es wichtig, eine Patientenverfügung mit einer Vorsorgevollmacht zu kombinieren. Ein in einer Patientenverfügung zum Ausdruck kommender Wille ist bindend, wenn
- der Verfasser Festlegungen gerade für diejenige Lebens- und Behandlungssituation getroffen hat, die nun zu entscheiden ist,
- der Wille nicht auf ein Verhalten gerichtet ist, das einem gesetzlichen Verbot unterliegt,
- der Wille in der Behandlungssituation noch aktuell ist und
- keine Anhaltspunkte dafür bestehen, dass die Patientenverfügung durch äußeren Druck oder aufgrund eines Irrtums zustande gekommen ist.[48]

An den in der Patientenverfügung geäußerten Willen ist unter den genannten Voraussetzungen auch das Betreuungsgericht gebunden, wenn es nach § 1904 BGB dazu berufen ist, die Einwilligung, die Nichteinwilligung oder den Widerruf der Einwilligung des Betreuers bezüglich einer lebensgefährdenden oder dem Unterlassen einer lebenserhaltenden bzw. -verlängernden Maßnahme zu genehmigen. Die betreuungsgerichtliche Genehmigung erübrigt sich, falls zwischen Betreuer und behandelndem Arzt Einvernehmen darüber besteht, dass ein Eingriff, dessen Unterlassung oder Abbruch dem Willen des Betreuten entspricht (§ 1904 Abs. 4 BGB).
Der Patientenwille ist auch für den Arzt maßgeblich. Liegt eine Patientenverfügung vor, hat der behandelnde Arzt zunächst zu prüfen, welche ärztlichen Maßnahmen in Hinblick auf den Gesamtzustand und die Prognose des Patienten angezeigt sind. Sodann haben er und der Betreuer oder Bevollmächtigte diese Maßnahmen unter Berücksichtigung des Patientenwillens zu erörtern.
Der Betreuer bzw. Bevollmächtigte hat auf der Grundlage dieses Gespräches zu entscheiden, ob mit diesen, mit dem Arzt besprochenen Maßnahmen dem in der Patientenverfügung geäußerten Willen Geltung verschafft werden würde oder ob ein entgegenstehender Patientenwille eindeutig und sicher festgestellt werden kann   (vgl. § 1828 Abs. 1 BGB). Dabei soll nahen Angehörigen und sonstigen Vertrauenspersonen des Betreuten Gelegenheit zur Äußerung gegeben werden, sofern dies ohne erhebliche Verzögerung möglich ist (§ 1828 Abs. 2 BGB). Ein Mitentscheidungsrecht haben sie indessen nicht. Ist die Patientenverfügung eindeutig, so Bedarf es der ärztlichen Aufklärung jedoch nicht.
Die früher geltende Reichweitenbegrenzung, der zufolge dem Willen eines Patienten, auf lebenserhaltende Maßnahmen zu verzichten, nur gefolgt werden durfte, wenn der Tod nahe bevorsteht, ist entfallen. Auch die medizinethisch besonders umstrittenen Konstellationen des sogenannten Wachkomas und der Demenzerkrankung, mit denen oftmals kein nahe bevorstehendes Lebensende verbunden ist, schränken die Geltung der Patientenverfügung nicht mehr ein. Damit ist rechtlich anerkannt, dass es auch außerhalb eines unmittelbar bevorstehenden Todes von der Gesellschaft anzuerkennende Gründe und Motive gibt, vom Leben zu lassen, und dass auf ein mögliches Weiterleben verzichtet werden kann, ohne dass jemand gegen seinen Willen von Dritten daran gehindert werden darf.

### Negativattest durch das Betreuungsgericht
Bei einer Patientenverfügung bedarf der Abbruch einer lebenserhaltenden Maßnahme dann nicht der betreuungsgerichtlichen Genehmigung nach § 1904 Abs. 2 BGB, wenn der Patient einen entsprechenden eigenen Willen bereits in einer wirksamen Patientenverfügung niedergelegt hat und diese auf die konkret eingetretene Lebens- und Behandlungssituation zutrifft. Wird das Gericht dennoch angerufen, weil eine der beteiligten Personen Zweifel an der Bindungswirkung einer Patientenverfügung hat und kommt das Gericht zu dem Ergebnis, dass eine wirksame Patientenverfügung vorliegt, die auf die aktuelle Lebens- und Behandlungssituation zutrifft, hat es auszusprechen, dass eine gerichtliche Genehmigung nicht erforderlich ist (sog. Negativattest).

## Österreich
In Österreich wurde im Mai 2006 ein Patientenverfügungs-Gesetz (PatVG) erlassen, das am 1. Juni 2006 in Kraft trat.
Die Definition der Patientenverfügung findet sich im Absatz 1 des § 2 dieses Gesetzes und im nachfolgenden Absatz 2 wird diese näher bestimmt:
§ 2. (1) Eine Patientenverfügung im Sinn dieses Bundesgesetzes ist eine Willenserklärung, mit der ein Patient eine medizinische Behandlung ablehnt und die dann wirksam werden soll, wenn er im Zeitpunkt der Behandlung nicht entscheidungsfähig ist.
(2) Patient im Sinn dieses Bundesgesetzes ist eine Person, die eine Patientenverfügung errichtet, gleichgültig, ob sie im Zeitpunkt der Errichtung erkrankt ist oder nicht.
Nach diesem Gesetz können Patienten bis zu acht Jahre im Voraus bestimmen, welche Behandlungsmethoden sie ablehnen, sollten sie zum Zeitpunkt der Behandlung nicht mehr in der Lage sein, Entscheidungen zu treffen. Unterschieden wird zwischen der „verbindlichen“ und der „beachtlichen“ Patientenverfügung. Für eine verbindliche Patientenverfügung sind überaus hohe Formvorschriften zwingend vorgesehen, unter anderem eine medizinische Beratung durch einen Arzt und eine rechtliche Beratung durch einen Notar, einen Rechtsanwalt oder die Patientenanwaltschaft. Wenn nicht alle Formvorschriften eingehalten werden, liegt eine „beachtliche“ Verfügung vor, die den Ärzten zumindest als Orientierungshilfe dient.
Gemäß § 7 Abs. 1 PatVG verliert eine Patientenverfügung nach Ablauf von acht Jahren ab der Errichtung ihre Verbindlichkeit, sofern der Patient nicht eine kürzere Frist bestimmt hat. Hinsichtlich der Gültigkeit ist grundsätzlich von Bedeutung, inwieweit der Patient die Krankheitssituation, auf die sich die Patientenverfügung bezieht, sowie deren Folgen im Errichtungszeitpunkt einschätzen konnte, wie konkret die medizinischen Behandlungen, die Gegenstand der Ablehnung sind, beschrieben sind, wie umfassend eine der Errichtung vorangegangene ärztliche Aufklärung war, wie häufig die Patientenverfügung erneuert wurde und wie lange die letzte Erneuerung zurückliegt.
Das österreichische Patientenverfügungsgesetz lässt medizinische Notfallversorgung unberührt, sofern der mit der Suche nach einer Patientenverfügung verbundene Zeitaufwand das Leben oder die Gesundheit des Patienten ernstlich gefährdet.
Seit dem 1. Juli 2007 (Inkrafttreten des Sachwalterrechts-Änderungsgesetzes) ist im österreichischen Recht auch die Vorsorgevollmacht als vorrangiges Rechtsinstitut gegenüber einer Sachwalterschaft gesetzlich normiert worden. Die Regelungen finden sich mit Geltung seit dem 1. Juli 2018 in den § 260, § 261, § 262 und § 263 ABGB.

## Schweiz
In der Schweiz ist die rechtliche Verbindlichkeit der Patientenverfügung im neuen Erwachsenenschutzrecht in den Artikeln ab 370 des Zivilgesetzbuches (ZGB) auf Bundesebene geregelt. Es trat am 1. Januar 2013 in Kraft.
Im Artikel 370 Absatz 2 ZGB ist auch die Möglichkeit für das Übertragen einer Vollmacht für medizinische Entscheidungen auf eine andere Person ausdrücklich normiert. Dieser Person können auch Vorgaben für die Entscheidungen gemacht werden (Artikel 370 Absatz 2 Satz 2 neues ZGB).
Es wird „nachstehenden Personen“ eines urteilsunfähigen Patienten die Möglichkeit gegeben, eine Überprüfung der Erwachsenenschutzbehörde in Bezug auf die Patientenverfügung und ihre Befolgung einzuleiten (siehe Artikel 373 Absatz 2 Satz 2 neues ZGB zu den Zielen einer solchen Überprüfung).
Im neuen Artikel 378 ZGB wird die Reihenfolge der Entscheidungsbefugnis für medizinische Maßnahmen festgelegt. Nach den speziell – wie in einer Patientenverfügung – bestimmten Personen werden hierin auch Angehörige eines urteilsunfähigen Menschen aufgeführt.
Darüber hinaus gibt es eine ganze Reihe verschiedener Organisationen, welche Patientenverfügungen erarbeitet haben. Zu den wichtigsten Herausgebern gehören Nonprofitorganisationen wie Caritas Schweiz, Pro Senectute, Dialog Ethik und Patientenorganisationen, sowie die Sterbehilfeorganisationen Exit und Dignitas. Bei einigen dieser Organisationen ist es auch möglich, die erstellte Patientenverfügung zu hinterlegen, beispielsweise bei Dialog Ethik und Exit; dabei erhalten die Personen, die eine Patientenverfügung unterschrieben haben, einen Ausweis im Kreditkartenformat. Dank dieses Ausweises können im Bedarfsfall der Arzt, die Angehörigen oder die Organisation angefragt werden, ob eine Patientenverfügung vorliegt. Neu sind Spitäler in der Pflicht, bei einem Eintritt eines Patienten oder einer Patientin nach einer Patientenverfügung zu fragen.
Auch von Caritas Schweiz erhalten Personen, die eine Patientenverfügung verfasst haben, einen Ausweis im Kreditkartenformat. Von einer Hinterlegung sieht Caritas Schweiz ab, weil im Notfall lebensrettende Maßnahmen ergriffen werden. Erst in einem zweiten Schritt geht es um den Entscheid über das Weiterführen oder das Beenden von lebenserhaltenden Therapien. Bis dahin ist es möglich, dass Angehörige oder Nahestehende das Original der Patientenverfügung beschaffen. Im Zuge des oben erwähnten Erwachsenenschutzrechtes besteht ab dem 1. Januar 2013 zusätzlich die Möglichkeit auf der persönlichen Krankenversichertenkarte einen Eintrag als Hinweis zur Existenz einer Patientenverfügung zu machen.
Einzelne Organisationen bieten Angehörigen auch Unterstützung bei Problemen mit der Durchsetzung der Verfügungen. Meist sind allerdings auch Ehegatten und nahe Angehörige im Besitz dieser Dokumente.